# OhmyNews
OhmyNews (오마이뉴스?) è un giornale on-line sudcoreano il cui motto è "ogni cittadino è un reporter". È stato fondato da Oh Yeon Ho il 22 febbraio 2000.
Si tratta di un'iniziativa editoriale particolare perché è la prima nel suo genere ad aver adottato una forma di giornalismo partecipativo, aprendo spazi al diretto contributo dei lettori, a volte anche retribuiti con cifre equivalenti a qualche decina di dollari per pezzo. Solo il 20% circa dei contenuti del sito è infatti opera della redazione (55 dipendenti), mentre la maggior parte dei materiali è pubblicata da autori freelance che per la maggior parte sono semplici lettori del giornale.
Il giornale ha conquistato nel tempo una posizione autorevole nel panorama dei media sudcoreani. Analoghe esperienze avviate in altri paesi (ed esempio in Giappone) non hanno avuto uguale fortuna in termini di popolarità e prestigio.